# Поворотне (Білогірський район)
Поворо́тне (до 1945 року — Айланма́, крим. Aylanma) — село в Україні, у Білогірському районі Автономної Республіки Крим. Підпорядковане Багатівській сільській раді.

## Виноски
1. ↑  також Айлянма́